# Red Light (Tedua)
Red Light è un singolo del rapper e cantautore italiano Tedua, pubblicato il 16 giugno 2023 come terzo estratto dal terzo album in studio La Divina Commedia.

## Descrizione
Il brano, prodotto da Shune, richiama il girone dantesco dei lussuriosi, tramite anche delle citazioni che Tedua attua nei confronti di suoi alcuni brani passati.

## Classifiche

### Classifiche settimanali
| Classifica (2023) | Posizione massima |
| ----------------- | ----------------- |
| Italia            | 6                 |

### Classifiche di fine anno
| Classifica (2023) | Posizione |
| ----------------- | --------- |
| Italia            | 58        |